# Кеж (Лодзинське воєводство)
Кеж (пол. Kierz) — село в Польщі, у гміні Любохня Томашовського повіту Лодзинського воєводства.
У 1975-1998 роках село належало до Пйотрковського воєводства.